# Allie Light

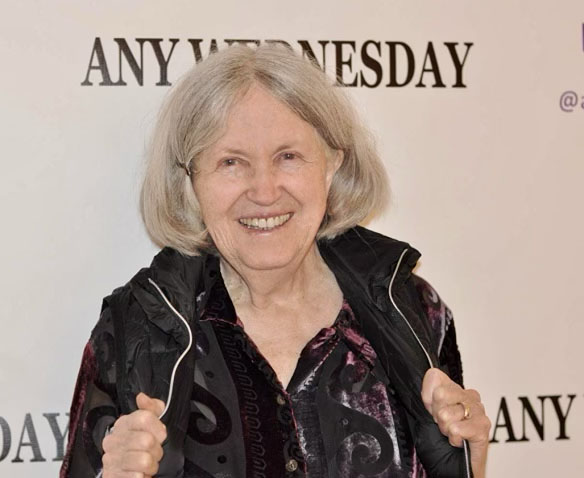
Allie Light, 2023

Allie Light (* 1935 in Dove Creek, Colorado) ist eine amerikanische Autorin, Filmregisseurin, -produzentin und -editorin. Für den Dokumentarfilm Im Schatten der Stars wurde sie 1992 zusammen mit ihrem Partner Irving Saraf mit einem Oscar ausgezeichnet.

## Leben
Allie Light wuchs zusammen mit ihrem Bruder in Dove Creek (Dolores County) auf. Ihr Vater war Farmer, konnte aber aufgrund der vorherrschenden Wirtschaftskrise die Familie nur mehr schlecht als recht ernähren. So beschloss er, mit seiner Familie nach San Francisco umzusiedeln, da bei der dort ansässigen Firma Bethlehem Steel Arbeitskräfte gesucht wurden.
In den 1950er Jahren lernte sie ihren ersten Ehemann Charles „Chas“ Hilder kennen, der als Tenor im Chor der San Francisco Opera sang. Aus dieser Ehe gingen drei Kinder hervor, darunter die 1958 geborene Filmproduzentin Julia Hilder. Sie wohnten in Noe Valley, einem Stadtteil von San Francisco, und über ihre Kinder ergaben sich erste Kontakte zu ihrem späteren dritten Ehemann Irving Saraf, der mit seiner Familie in der Nachbarschaft lebte. Im Jahr 1966 starb Charles Hilder im Alter von 33 Jahren an den Folgen eines Non-Hodgkin-Lymphoms.

### Light und Saraf
Nach einer kurzen Ehe mit einem Künstler fanden Light und Saraf, die sich aus den Augen verloren hatten, Ende der 1960er Jahre wieder zusammen. Saraf war zu diesem Zeitpunkt bereits geschieden und die beiden wurden ein Paar. Im Jahr 1974 heirateten sie. Beide brachten jeweils drei Kinder mit in die Ehe ein und Light wurde so die Stiefmutter des Filmproduzenten Peter Saraf. Die Beziehung mit Irving Saraf hatte bis zu dessen Tod im Jahr 2012 Bestand und sollte sich auch in beruflicher Hinsicht als überaus fruchtbar erweisen. Sie gründeten die Filmproduktionsfirma Light-Saraf Films und arbeiteten zusammen an 17 Produktionen. Davon sind zwei Filme besonders erwähnenswert: Ihr Film Im Schatten der Stars gewann 1992 den Oscar als Bester Dokumentarfilm und Gespräche mit verrückten Frauen wurde 1994 unter anderem mit dem Freedom of Expression Award beim Sundance Film Festival und 1995 mit einem Emmy ausgezeichnet.

### Nach Sarafs Tod
Nach Sarafs Tod zog sich Light aus dem Filmgeschäft zurück, bis sie 2018 mit dem Kurzfilm Any Wednesday für Aufmerksamkeit sorgte. Damit verließ sie das ihr vertraute Terrain des Dokumentarfilms und führte erstmals in einem Spielfilm Regie, als Ko-Regisseur stand ihr Patrick Stark zur Seite. Light schrieb auch das Drehbuch und produzierte den Film, unterstützt von Stark und ihrer Tochter Julia Hilder. Die Hauptrollen wurden mit Mary Black und Shane Dean besetzt.
Allie Light lebt in San Francisco im Bundesstaat Kalifornien.

## Filmografie
Wenn nicht anders angegeben, handelt es sich bei den aufgeführten Filmen um Dokumentarfilme.
- 1981: Mitsuye and Nellie (Regie, Schnitt, Produktion)
- 1982: Visions of Paradise (Dokumentar-Mini-Serie; Regie, Schnitt, Produktion)
- 1991: Im Schatten der Stars (In the Shadow of the Stars; Regie, Schnitt, Produktion)
- 1994: Gespräche mit verrückten Frauen (Dialogues with Madwomen; Regie, Schnitt, Produktion)
- 1996: Shakespeare’s Children (Regie)
- 1997: Rachel’s Daughters: Searching for the Causes of Breast Cancer (Regie, Schnitt, Produktion)
- 2000: Blind Spot: Murder by Women (Regie, Schnitt, Produktion)
- 2002: Children and Asthma (Regie)
- 2006: The Sermons of Sister Jane: Believing the Unbelievable (Regie, Produktion)
- 2009: Empress Hotel (Regie, Produktion)
- 2018: Any Wednesday (Kurz-Spielfilm; Regie, Drehbuch, Produktion)

## Nominierungen und Auszeichnungen
- 1992: Oscar in der Kategorie Bester Dokumentarfilm für Im Schatten der Stars zusammen mit Irving Saraf
- 1994: Sundance Film Festival
  - Freedom of Expression Award für Gespräche mit verrückten Frauen
  - Nominierung für den Großen Preis der Jury als Bester Dokumentarfilm für Gespräche mit verrückten Frauen
- 1995: News & Documentary Emmy Award für Gespräche mit verrückten Frauen
- 2023: Next Generation Indie Film Award für Any Wednesday, Nominierung in der Kategorie Best Drama Short

## Werke
- Allie Light: The Glittering Cave. Hrsg.: Rebis Press. 1974 (24 S.).